# Creative Commons

Creative Commons logoptyp

Creative Commons (CC) är en ideell organisation som vill öka mängden av fria kulturella verk och öppet innehåll, bland annat genom att erbjuda upphovsmän lämpliga licenser för konstnärliga verk, texter, bilder, ljud med mera.
Creative Commons har utvecklat ett antal licenser, varav en del förbehåller upphovsmannen ensamrätt att skapa ändrade versioner eller att utnyttja verket kommersiellt, medan andra gör verket fritt i samma mening som fri programvara är fri. En del är copyleft-licenser. Alla licenserna ger allmänheten större rätt att återanvända, modifiera eller sprida verken än vad upphovsrätten i sig eller traditionella licenser ger.
Organisationen startades 2001 av den amerikanske juridikprofessorn Lawrence Lessig tillsammans med Hal Abelson och Eric Eldred och med stöd från Center for the Public Domain.

## Historia
Creative Commons-stiftelsen startades 2001 i USA och det första licensutkastet gjordes den 16 december 2002.

## Licenser
Licenserna skrevs ursprungligen med hänsyn till amerikansk lagstiftning. Sedermera har de gjorts om för att passa många andra jurisdiktioner. 

### Klausuler
| Ikon               | Förk. | Namn               | Beskrivning |
| ------------------ | ----- | ------------------ | --- |
| Erkännande         | BY    | Erkännande         | Licenstagare får kopiera, distribuera och visa verket samt göra bearbetningar och remixer av det endast om upphovsmannen eller licensgivaren ges erkännande på det sätt som anges av klausulen. |
| Dela lika          | SA    | Dela lika          | Licenstagare får endast distribuera bearbetningar av verket under en licens som inte är mer restriktiv än den licens under vilken originalverket publicerades. (Se även copyleft.) Om klausulen utgår, kan bearbetningar sublicenseras med kompatibla men mer restriktiva licensklausuler (t.ex. CC BY till CC BY-NC). |
| Icke-kommersiell   | NC    | Icke-kommersiell   | Licenstagare får kopiera, distribuera och visa verket samt göra bearbetningar och remixer av det endast för icke-kommersiella ändamål. |
| Inga bearbetningar | ND    | Inga bearbetningar | Licenstagare får kopiera, distribuera och visa endast ordinarie kopior av verket, inga bearbetningar eller remixer av det. | 
Blandning och matchning av dessa klausuler ger sexton möjliga kombinationer, varav elva är giltiga Creative Commons-licenser och fem är ogiltiga. Av de fem ogiltiga kombinationerna har fyra både klausulerna ND och SA, vilka är ömsesidigt exklusiva; och en har inga av klausulerna. Av de elva giltiga kombinationerna har de fem som saknar BY-klausulen dragits tillbaka eftersom 98 % av licenserna begärde erkännande, även om de fortfarande finns tillgängliga som referens på webbplatsen. Därav återstår sex regelbundet använda licenser + CC0:

### Aktuella licenser
| Ikon        | Förkortning | Beskrivning                                      | Licenstext | Licenstext | Licenstext | Licenstext | Tillåter remixkultur | Tillåter kommersiell användning | Tillåter fria kulturella verk | Uppfyller ”öppen definition” |
| ----------- | ----------- | ------------------------------------------------ | ---------- | ---------- | ---------- | ---------- | -------------------- | ------------------------------- | ----------------------------- | ---------------------------- |
| CC0         | CC0         | Inga upphovsrättsanspråk (public domain)         | –          | –          | –          | 1.0        | Ja                   | Ja                              | Ja                            | Ja                           |
| CC BY       | CC BY       | Erkännande                                       | 4.0        | 3.0        | 2.0        | 1.0        | Ja                   | Ja                              | Ja                            | Ja                           |
| CC BY-SA    | CC BY-SA    | Erkännande, dela lika                            | 4.0        | 3.0        | 2.0        | 1.0        | Ja                   | Ja                              | Ja                            | Ja                           |
| CC BY-NC    | CC BY-NC    | Erkännande, icke-kommersiell                     | 4.0        | 3.0        | 2.0        | 1.0        | Ja                   | Nej                             | Nej                           | Nej                          |
| CC BY-ND    | CC BY-ND    | Erkännande, inga bearbetningar                   | 4.0        | 3.0        | 2.0        | 1.0        | Nej                  | Ja                              | Nej                           | Nej                          |
| CC BY-NC-SA | CC BY-NC-SA | Erkännande, icke-kommersiell, dela lika          | 4.0        | 3.0        | 2.0        | 1.0        | Ja                   | Nej                             | Nej                           | Nej                          |
| CC BY-NC-ND | CC BY-NC-ND | Erkännande, icke-kommersiell, inga bearbetningar | 4.0        | 3.0        | 2.0        | 1.0        | Nej                  | Nej                             | Nej                           | Nej                          |

### CC0

Utöver de ovannämnda elementen finns det ett speciellt licensliknande kontrakt som kallas CC0 eller "No Rights Reserved". Licensen är avsedd att göra ett verk till allmän egendom (public domain eller motsvarande), också i jurisdiktioner där detta inte kan göras direkt. Vilken rättsverkan licensen har i olika länder är dock oklart.
Creative Commons uppger att CC0 låter forskare, pedagoger, konstnärer och andra upphovsmän och ägare av copyright- eller databas-skyddat innehåll att avstå dessa intressen i sina verk och därmed placera dem så fullständigt som möjligt i det offentliga rummet, så att andra kan fritt bygga på, förbättra och återanvända verk för alla ändamål utan begränsning under copyright eller databas lag. Uppgiften gäller dock inte under till exempel svensk och finsk rätt, där man kan avstå från sina moraliska rättigheter för specifika ändamål, men inte generellt på det sätt som CC0 anger.

## Användningsområde
GFDL kräver att hela licensmaterialet, minst två A4-sidor, medföljer materialet, vilket kan göra den otymplig för mindre texter eller enskilda bilder. En creative commons-licens kan då vara enklare.
Flera webbplatser använder sig nu av CC-licensiering. På fotowebbplatsen Flickr kan man som användare välja CC-licens när man laddar upp sina bilder och om man söker bilder på webbplatsen kan man exempelvis välja CC-licens om man är ute efter bilder som man exempelvis vill använda på en blogg eller liknande icke-kommersiell webbplats (under förutsättning att upphovsmannens namn anges). Musikwebbplatser som Jamendo, Magnatune, ccMixter, Podsafeaudio och Beatpick bygger nästan uteslutande på CC-licenser. Det gör det möjligt att därifrån hämta musik för icke-kommersiell användning, och ibland även för kommersiell användning, i filmer och på radiostationer på nätet. Texten i Wikipedia publiceras med licensen CC BY-SA (erkännande-dela lika).

## Internationella filialer
Creative Commons har 2014 över 100 filialer runt om i världen som arbetar med att utveckla och främja användandet av CC licenser.

### Sverige
Den svenska filialen Creative Commons Sverige grundades 2004. Under 2005 inledde man ett samarbete med Göteborgs universitet för att översätta och anpassa licenserna för svensk lagstiftning. Arbetet leddes av Mathias Klang och Karl Jonsson och de svenska versionerna lanserades officiellt den första december 2005.
Gruppen leds sedan 2013 av Kristina Alexanderson och arbetar främst med att informera om och uppdatera de svenskanpassade CC-licenserna. Under 2023 har Jonas Bäckelin tagit över ansvaret för webbplatsen och har rollen som Sweden Chapter Lead inom Creative Commons Global Network. Jörg Pareigis vid Karlstads Universitet är representant vid Global Network Council och Shaun Wiseman ansvarar för sociala medier.